# Pyrenopeziza

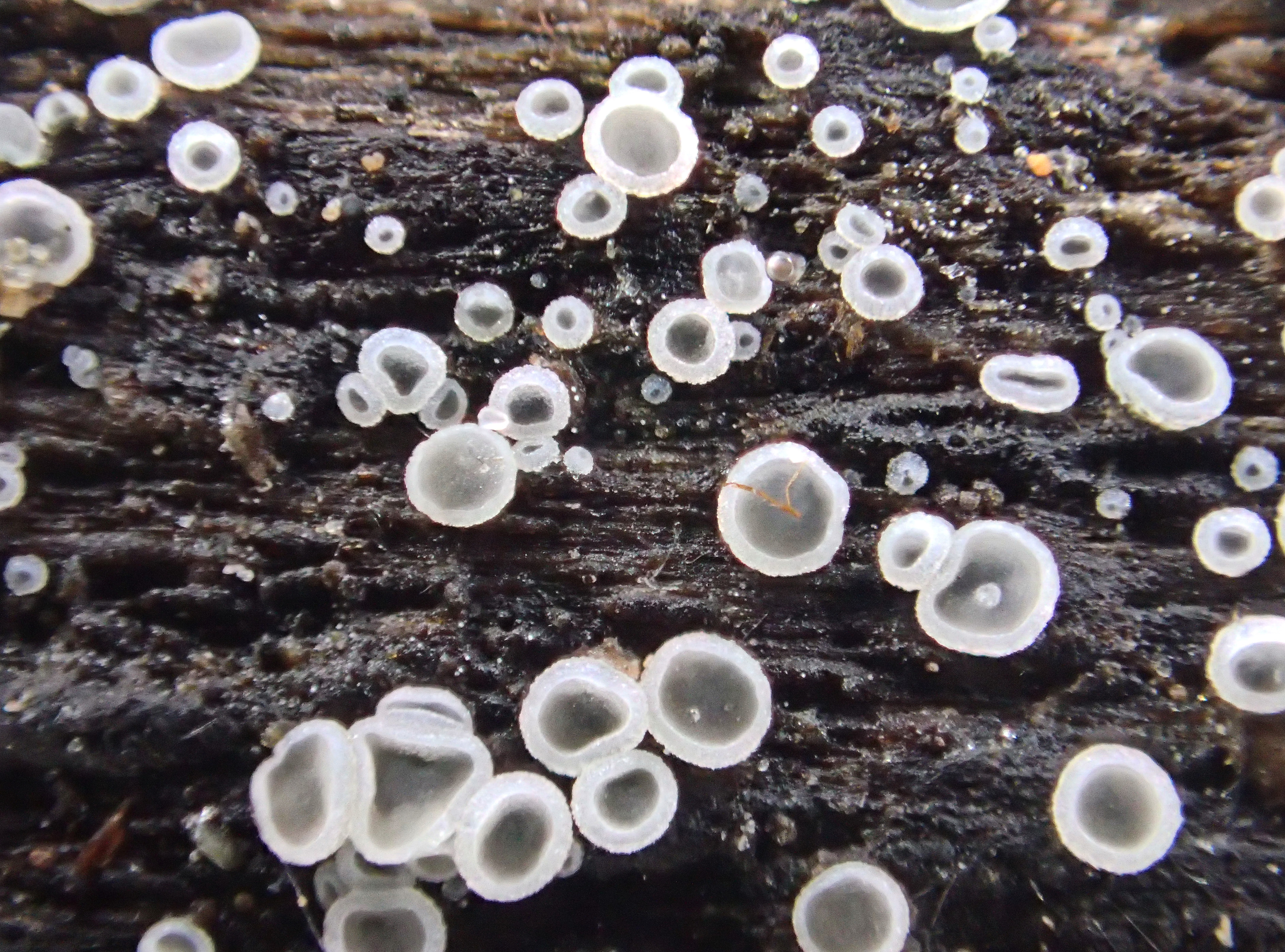
Pyrenopeziza benesuada

Pyrenopeziza Fuckel – rodzaj grzybów workowych.

## Charakterystyka
Wśród gatunków rodzaju Pyrenopeziza są zarówno grzyby wielkoowocnikowe, jak i grzyby mikroskopijne, zarówno grzyby saprotroficzne, jak i grzyby pasożytnicze. Żyją na roślinach dwuletnich oraz na drzewach i krzewach.
Apotecja wyrastają bezpośrednio z tkanek rośliny żywicielskiej lub na powierzchni obumarłych części roślinnych; na łodygach, gałązkach, liściach. Ekscypulum dobrze rozwinięte. Worki o kształcie cylindrycznym z widocznym aparatem apikalnym. Powstają w nich w dwóch rzędach jednokomórkowe, cylindryczne lub elipsoidalne askospory o zaokrąglonych końcach.
Wśród gatunków występujących w Polsce największe znaczenie mają: P. brassicae powodująca białą plamistość liści rzepaku, P. chailletii powodująca plamistość liści świerząbka i P. betulina powodująca plamistość liści brzozy.

## Systematyka
Pozycja w klasyfikacji według Index Fungorum
Ploettnerulaceae, Helotiales, Leotiomycetidae, Leotiomycetes, Pezizomycotina, Ascomycota, Fungi.
Synonimy:
- Belonium Sacc. 1884
- Excipula Fr. 1823
- Hysteropeziza Rabenh. 1874
- Leptopeziza Rostr. 1888[4].

## Gatunki występujące w Polsce
- Pyrenopeziza adenostylidis (Rehm) Gremmen 1958
- Pyrenopeziza brassicae B. Sutton & Rawl. 1979
- Pyrenopeziza ampelina (Pass.) Rehm 1892
- Pyrenopeziza arctii (W. Phillips) Nannf. 1932
- Pyrenopeziza arundinacea (DC.) Boud. 1907
- Pyrenopeziza atrata (Pers.) Fuckel 1870
- Pyrenopeziza benesuada (Tul.) Gremmen 1958
- Pyrenopeziza betulina (Alb. & Schwein.) Rauschert 1988
- Pyrenopeziza betulicola Fuckel 1870
- Pyrenopeziza chailletii (Pers.) Fuckel 1870
- Pyrenopeziza compressula Rehm 1892
- Pyrenopeziza dilutella (Fr.) Gminder 2016
- Pyrenopeziza ebuli (Fr.) Sacc. 1889
- Pyrenopeziza galii-veri (P. Karst.) Sacc. 1889
- Pyrenopeziza homogynes J. Schröt. 1893
- Pyrenopeziza karstenii Sacc. 1881
- Pyrenopeziza mercurialis (Fuckel) Boud. 1907
- Pyrenopeziza nigrella Fuckel 1875
- Pyrenopeziza petiolaris (Alb. & Schwein.) Nannf. 1932
- Pyrenopeziza plicata (Rehm) Rehm 1892
- Pyrenopeziza polymorpha Rehm 1892
- Pyrenopeziza pulveracea (Fuckel) Gremmen 1958
- Pyrenopeziza revincta (P. Karst.) Gremmen 1958
- Pyrenopeziza rubi (Fr.) Rehm 1878
- Pyrenopeziza solidaginis (P. Karst.) J. Schröt. 1893

Nazwy naukowe według Index Fungorum. Wykaz gatunków według M.A. Chmiel i J. Marcinkowskiej